# Tanystylum hooperi
Tanystylum hooperi is een zeespin uit de familie Ammotheidae. De soort behoort tot het geslacht Tanystylum. Tanystylum hooperi werd in 1977 voor het eerst wetenschappelijk beschreven door Clark. 